# Senoculus robustus
Senoculus robustus is een spinnensoort uit de familie Senoculidae. De soort komt voor in Panama.